# Linia vieții (Star Trek: Voyager)
„Linia vieții” (titlu original: „Life Line”) este al 24-lea episod din al șaselea sezon al serialului TV american științifico-fantastic Star Trek: Voyager și al 144-lea episod în total. A avut premiera la 10 mai 2000 pe canalul UPN.

## Prezentare
Creatorul Doctorului, Lewis Zimmerman, este în pragul morții în Cuadrantul Alfa, din cauza unei boli similare sindromului Vidiian „Autofagie”. Matricea Doctorului este transferată în laboratorul lui Zimmerman de pe stația Jupiter, pentru a-i ajuta pe Reginald Barclay și pe Consilierul Troi în încercarea lor de a trata boala.

## Actori ocazionali
- Dwight Schultz - Reginald Barclay
- Marina Sirtis - Deanna Troi
- Tamara Craig Thomas - Haley
- Jack Shearer - Admiral Hayes